# پراکیزوماب
پراکیزوماب (انگلیسی: Perakizumab)نوعی آنتی‌بادی مونوکلونال انسانی‌شده (humanized) است که با هدف درمان آرتریت طراحی گردیده است.
این ترکیب به اینترلوکین 17A متصل شده و به عنوان یک تعدیل‌کننده ایمنی (immunomodulator) عمل می‌کند.
این دارو هم‌اکنون صرفاً دارای کاربردهای تحقیقاتی بوده و فاقد کاربرد تشخیصی یا درمانی در انسان می‌باشد.